# رودريغو رودريغيز (لاعب كرة قدم أوروغواياني)
رودريغو رودريغيز (بالإسبانية: Rodrigo Rodríguez)‏ هو لاعب كرة قدم أوروغواياني في مركز حراسة المرمى، ولد في 25 نوفمبر 1995 في بايساندو في الأوروغواي. شارك مع منتخب الأوروغواي تحت 20 سنة لكرة القدم. أما مع النوادي، فقد لعب مع نادي ليفربول.

## وصلات خارجية
- رودريغو رودريغيز (لاعب كرة قدم) على موقع قاعدة بيانات كرة القدم.إي يو (الإنجليزية)
- رودريغو رودريغيز (لاعب كرة قدم) على موقع Soccerway.com (الإنجليزية)
- رودريغو رودريغيز (لاعب كرة قدم) على موقع عالم كرة القدم.نت (الإنجليزية)